# Coupe du Portugal féminine de football
La Coupe du Portugal de football féminin est une compétition de football féminin opposant les clubs portugais de football féminin dans un format à élimination directe, créée en 2003.

## Palmarès
| Numéro | Édition   | Vainqueur                                           | Finaliste                                           | Score                                               | Lieu                                                | Affluence                                           |
| ------ | --------- | --------------------------------------------------- | --------------------------------------------------- | --------------------------------------------------- | --------------------------------------------------- | --------------------------------------------------- |
| 1      | 2003-2004 | 1° Dezembro (1er titre)                             | SM Murtoense                                        | 6-0                                                 | - Abrantes                                          | -                                                   |
| 2      | 2004-2005 | SM Murtoense (1er titre)                            | ARC Várzea                                          | 3-2                                                 | - Vila Nova de Gaia                                 | -                                                   |
| 3      | 2005-2006 | 1° Dezembro (2e titre)                              | SM Murtoense                                        | 3-1                                                 | - Fátima                                            | -                                                   |
| 4      | 2006-2007 | 1° Dezembro (3e titre)                              | Boavista FC                                         | 5-0                                                 | - Pombal                                            | -                                                   |
| 5      | 2007-2008 | 1° Dezembro (4e titre)                              | Clube de Albergaria                                 | 6-0                                                 | - Nazaré                                            | -                                                   |
| 6      | 2008-2009 | Escola Molelinhos (1er titre)                       | Boavista FC                                         | 1-1 (Tab : 6-5)                                     | Parque de Jogos de Cucujães Oliveira de Azeméis     | -                                                   |
| 7      | 2009-2010 | 1° Dezembro (5e titre)                              | Boavista FC                                         | 6-0                                                 | Estádio Nacional do Jamor Oeiras                    | 3 500                                               |
| 8      | 2010-2011 | 1° Dezembro (6e titre)                              | CF Benfica                                          | 3-0                                                 | Estádio Nacional do Jamor Oeiras                    | -                                                   |
| 9      | 2011-2012 | 1° Dezembro (7e titre)                              | Clube de Albergaria                                 | 4-0                                                 | Estádio Nacional do Jamor Oeiras                    | -                                                   |
| 10     | 2012-2013 | Boavista FC (1er titre)                             | Valadares Gaia FC                                   | 3-1                                                 | Estádio Nacional do Jamor Oeiras                    | 850                                                 |
| 11     | 2013-2014 | Atlético Ouriense (1er titre)                       | CF Benfica                                          | 2-0                                                 | Estádio Nacional do Jamor Oeiras                    | -                                                   |
| 12     | 2014-2015 | CF Benfica (1er titre)                              | Clube de Albergaria                                 | 1-0                                                 | Estádio Nacional do Jamor Oeiras                    | -                                                   |
| 13     | 2015-2016 | CF Benfica (2e titre)                               | Valadares Gaia FC                                   | 2-1                                                 | Estádio Nacional do Jamor Oeiras                    | -                                                   |
| 14     | 2016-2017 | Sporting CP (1er titre)                             | SC Braga                                            | 1-1 (A.p : 2-1)                                     | Estádio Nacional do Jamor Oeiras                    | 12 213                                              |
| 15     | 2017-2018 | Sporting CP (2e titre)                              | SC Braga                                            | 0-0 (A.p : 1-0)                                     | Estádio Nacional do Jamor Oeiras                    | 11 714                                              |
| 16     | 2018-2019 | SL Benfica (1er titre)                              | Valadares Gaia FC                                   | 4-0                                                 | Estádio Nacional do Jamor Oeiras                    | 12 632                                              |
| 17     | 2019-2020 | SC Braga (1er titre)                                | SL Benfica                                          | 3-1                                                 | Stade municipal d'Aveiro                            | -                                                   |
| 18     | 2020-2021 | Coupe interrompu à cause de la pandémie de Covid-19 | Coupe interrompu à cause de la pandémie de Covid-19 | Coupe interrompu à cause de la pandémie de Covid-19 | Coupe interrompu à cause de la pandémie de Covid-19 | Coupe interrompu à cause de la pandémie de Covid-19 |
| 19     | 2021-2022 | Sporting CP (3e titre)                              | FC Famalicão                                        | 2-1                                                 | Estádio Nacional do Jamor Oeiras                    | 13 894                                              |
| 20     | 2022-2023 | FC Famalicão (1er titre)                            | SC Braga                                            | 2-0                                                 | Estádio Nacional do Jamor Oeiras                    |                                                     |
| 21     | 2023-2024 | Benfica Lisbonne (2e titre)                         | Racing Power FC                                     | 4-1                                                 | Estádio Nacional do Jamor Oeiras                    | 18 124                                              |
| 22     | 2024-2025 | SCU Torreense (1er titre)                           | 1-1 (A.p : 2-1)                                     | Benfica Lisbonne                                    | Estádio Nacional do Jamor Oeiras                    |                                                     |

### Bilan par clubs
| Club                | Vainqueurs | Finalistes | Victoires et finales                     |
| 1° Dezembro         | 7          | -          | 2004, 2006, 2007, 2008, 2010, 2011, 2012 |
| Sporting CP         | 3          | -          | 2017, 2018, 2022                         |
| CF Benfica          | 3          | 2          | 2011, 2014, 2015, 2016, 2024             |
| SL Benfica          | 2          | 2          | 2019, 2020, 2024, 2025                   |
| Boavista FC         | 1          | 3          | 2007, 2009, 2010, 2013                   |
| SC Braga            | 1          | 3          | 2017, 2018, 2020, 2023                   |
| SM Murtoense        | 1          | 2          | 2004, 2005, 2006                         |
| FC Famalicão        | 1          | 1          | 2022, 2023                               |
| Atlético Ouriense   | 1          | -          | 2014                                     |
| Escola Molelinhos   | 1          | -          | 2009                                     |
| SCU Torreense       | 1          | -          | 2025                                     |
| Valadares Gaia FC   | -          | 3          | 2013, 2016, 2019                         |
| Clube de Albergaria | -          | 3          | 2008, 2012, 2015                         |
| ARC Várzea          | -          | 1          | 2005                                     |
| Racing Power FC     | -          | 1          | 2024                                     |